# Dzerjinsk
Dzerjinsk (em russo: Дзержинск) é uma cidade pertencente ao oblast de Níjni Novgorod, Rússia. Sua população é de 244.322 habitantes (dados de 2010). A cidade é localizada no rio Oka e na linha ferroviária Moscovo - Níjni Novgorod. Encontra-se a 370km (230mi) a leste da capital russa, Moscou.
A primeira menção à cidade foi em 1606, e até 1929, a cidade se chamava Rastyapino. Foi nomeada de Dzerjinsk em homenagem a Felix Dzerzhinsky, o primeiro chefe da polícia secreta russa.
Dzerjinsk tem grandes empresas de indústria química. A construção da cidade se iniciou em 1929, especialmente para produções químicas. Em 2006, o Blacksmith Institute (EUA) inseriu Dzerjinsk na sua lista das 10 cidades mais poluídas do mundo.
Muitos trens fazem parada na estação da cidade, onde funcionam não somente os trens elétricos e trólebus, mas também os trens de subúrbio (TUEs), no itinerário Gorokhovets - Níjni Novgorod.

## Esporte
A cidade de Dzerjinsk é a sede do Estádio Khimik e do FC Khimik Dzerjinsk, que participa do Campeonato Russo de Futebol.